# René Abjean
René Abjean (* 22. November 1937 in Brest) ist ein französischer Physiker, Komponist, Chorleiter und Dirigent aus der Bretagne. Sein Name ist eng mit der Entwicklung der bretonischen Chormusik verbunden.

## Leben
René Abjean erhielt zunächst privaten Violinunterricht und Unterricht in Musiktheorie. 1953 trat er dem Chor in Plouguerneau bei. Mit siebzehn Jahren gründete er den Männerchor les Korrigans d’Arvor. Es entwickelte sich bald das Bedürfnis nach bretonischer Chorliteratur und Abjean begann, Chorsätze nach traditionellen bretonischen Liedern und Melodien zu arrangieren. Als Quelle verwendete er unter anderem das Barzaz Breiz. 1962 gründete er das Vokalquartett Ar Paganiz und trat 1966 in den studentischen Männerchor Jeunesse Etudiante Bretonne de Brest ein. Aus diesem entwickelt sich die Gruppe Breizerien. Danach war er Mitbegründer der Gruppe An Triskell. Er arbeitete regelmäßig mit den Brüdern Quéfféléant zusammen. Dies führte auch zu mehreren Aufnahmen, so War Varc’h d’ar Mor im Jahr 1987 und die Musik zur Fernsehserie Blanc, Bleu, Rouge von Yannick Andrei. 1969 übernahm er den Vorsitz  beim Festival International des Cornemuses à Brest [Internationales Dudelsackfestival in Brest]. Zu dieser Zeit fanden die ersten Treffen bretonischer Musiker statt. In diesem Rahmen begegnete Abjean unter anderem  Alan Stivell, Gilles Servat und Tri Yann. Kontakte zu diesen Musikern aber auch zu walisischen und irischen beeinflussen seine Arbeit und Tonsprache. 1975 leitete er den Chor von  Ploudalmézeau und 1977 den von  Le Folgoët. Durch Fusion dieser Chöre mit dem von Plouguerneau  schuf er das Ensemble Choral du Bout du Monde. 1977 gründete er mit Pierre-Yves Moign (1927–2013) das Centre Breton d’Art Populaire [Bretonisches Zentrum der Volkskunst] dem er bis 1982 vorstand. Bis 1985 war er dann Direktor von Radio Bretagne Ouest, einer in Quimper ansässigen, neu gegründeten regionalen Rundfunkstation von Radio France.

## Werke (Auswahl)
- Missa Keltia  [Keltische Messe] für Chor und Orgel, Text: Job An Irien, 1975
- Ar Marc’h Dall  [Das blinde Pferd], weltliche Kantate für Soli, Chor und keltische Instrumente, 1978 OCLC 765754402
- War Varc’h d’ar Mor [Auf dem Pferd zum Meer], keltisches Oratorium für Solisten, Chor. traditionelle Instrumente, Violine, Gitarre, Klavier und Schlagzeug, 1987 Es war ein gemeinsames Projekt mit An Triskell und wurde auch in Irland und Österreich aufgeführt.
  - daraus:
    - Nr. 4: Ha trouz ar mor OCLC 765198595(Komposition Abjeans, Aufnahme unter seiner Leitung)
    - Nr. 7: Plahig kaer OCLC 765198638(Komposition Abjeans, Aufnahme unter seiner Leitung)
    - Nr. 12: Ar hoanta plac’h OCLC 765198735 (Komposition Abjeans, Aufnahme unter seiner Leitung)
    - Nr. 13: An touriou braz OCLC 765198745(Komposition von Pol Quefféléant, Aufnahme unter der Leitung Abjeans)
    - Nr. 14: Ludu hudur  OCLC 765198758(Komposition Abjeans, Aufnahme unter seiner Leitung)
    - Nr. 15: Kerz ganto OCLC 765198768(Komposition Abjeans, Aufnahme unter seiner Leitung)
- Kan evit ar Peoc’h [Kantate für den Frieden] für Solisten, Chor und Orchester, 1989
- Une Ville vers la Mer